# 宜野湾郵便局
宜野湾郵便局（ぎのわんゆうびんきょく）は沖縄県宜野湾市にある郵便局。民営化前の分類では集配普通郵便局であった。

## 概要
住所：〒901-2299 沖縄県宜野湾市愛知38-1

## 沿革
- 1882年（明治15年）10月1日 - 宜野湾郵便局（四等）として開設[1]。
- 1899年（明治32年）1月1日 - 貯金取扱を開始。同年12月16日より為替取扱を開始。
- 19xx年 - 野嵩郵便局に改称。
- 1946年（昭和21年）2月22日 - 沖縄戦により休止していた業務を再開。
- 1946年（昭和21年）8月1日 - 宜野湾郵便局に改称。
- 1972年（昭和47年）5月15日 - 沖縄返還に伴い、郵政省沖縄郵政管理事務所管轄の集配特定郵便局である宜野湾郵便局として設置[2]。
- 1977年（昭和52年）10月3日 - 宜野湾市字普天間から同市字愛知に移転。
- 1977年（昭和52年）11月14日 - 和文電報受付および電話通話業務を開始。
- 1981年（昭和56年）6月20日 - 特定郵便局から普通郵便局に局種別改定。
- 1991年（平成3年）9月2日 - 宜野湾市上原から同市愛知に移転。
- 1993年（平成5年）7月1日 - 外国通貨の両替および旅行小切手の売買に関する業務取扱を開始。
- 2007年（平成19年）10月1日 - 民営化に伴い、併設された郵便事業宜野湾支店に一部業務を移管。
- 2012年（平成24年）10月1日 - 日本郵便株式会社発足に伴い、郵便事業宜野湾支店を宜野湾郵便局に統合。

## 取扱内容
- 郵便、印紙、ゆうパック、内容証明
- 貯金、為替、振替、振込、国際送金、外貨両替・トラベラーズチェック、国債、投資信託
- 生命保険、バイク自賠責保険、自動車保険、がん保険、引受条件緩和型医療保険
- ゆうちょ銀行ATM
- 「901-22xx」区域（宜野湾市全域）の集配業務
- ゆうゆう窓口

## 周辺
- 宜野湾市立宜野湾中学校
- 宜野湾市立宜野湾小学校
- アメリカ海兵隊 普天間飛行場

## アクセス
- 愛知バス停・赤道バス停（琉球バス交通・沖縄バス・那覇バス・東陽バス）下車、徒歩2分
- 沖縄自動車道 北中城ICから南西へ、もしくは西原ICから北東へそれぞれ約3.5km
- 国道330号沿い
- 駐車場あり：34台